# Fregaty rakietowe typu Niterói
Fregaty rakietowe typu Niterói – typ sześciu brazylijskich fregat rakietowych należących do Brazylijskiej Marynarki Wojennej, zbudowanych w latach 70. XX wieku.
Cztery okręty ("Niterói", "Defensora", "Constituição" i "Liberal") zbudowane zostały przez stocznię Vosper Thornycroft w Southampton w Wielkiej Brytanii i przeznaczone są do zwalczania okrętów podwodnych. Dwie pozostałe fregaty ("Independência" i "União") są okrętami wielozadaniowymi i zbudowane zostały w Rio de Janeiro.

## Okręty
- F40 "Niterói"
- F41 "Defensora"
- F42 "Constituição"
- F43 "Liberal"
- F44 "Independência"
- F45 "União"